# Claudia Lonow
Claudia Lonow (Nueva York, 26 de enero de 1963) es una actriz, comediante, escritora de televisión y productora estadounidense.

## Primeros años y educación
Nacida bajo el nombre de Claudia Rapaport en la ciudad de Nueva York, su madre JoAnne Astrow y su padre David Rapaport, un ejecutivo de radio que era el gerente general del formato All-Disco en la estación de radio de Nueva York WKTU Disco 92. Ella tiene dos medios hermanos más jóvenes: Eric Rapaport, un doctor, y Michael Rapaport, un actor de cine y televisión. Su padrastro era el cómico Mark Lonow, que era dueño de The Improv con Budd Friedman. Ella tomó su apellido. Lonow es judía y creció en una familia judía.
Lonow se graduó de la High School of Music and Art en la ciudad de Nueva York.

## Carrera

### Actor
Lonow es conocida por su papel de Diana Fairgate en la serie de CBS Knots Landing, en la que apareció de 1979 a 1984 y nuevamente en 1993. Ella repitió su papel en la miniserie de reunión de 1997 Knots Landing: Back to the Cul-de-Sac. Ella invitada estrella en Fantasy Island, The Love Boat and Hotel.

### Escritor y productor
La carrera entre bambalinas de Lonow comenzó con su creación, coproducción y escritura de Rude Awakening, una serie de televisión que se emitió en Showtime desde 1998 hasta 2001 y protagonizada por las actrices Sherilyn Fenn y Rain Pryor. Lonow también creó, escribió y produjo la serie de comedia Good Girls Do not.
Lonow ocupó el cargo de escritor y consultor de créditos en la serie de televisión Less Than Perfect. También escribió y fue coproductora ejecutiva de la serie de FOX The War at Home y CBS Accidentally on Purpose.
En 2012, creó, escribió y produjo la comedia de ABC Cómo vivir con tus padres (por el resto de tu vida) protagonizada por Sarah Chalke, Brad Garrett y Elizabeth Perkins.

## Vida personal
Lonow tiene una hija.